# Hjalmar Wijnbladh
Axel Olov Hjalmar Wijnbladh, född den 9 maj 1903 i Luleå, död den 10 april 1988 i Stockholm, var en svensk läkare. Han var son till bankdirektör Fridolf Wijnbladh.
Wijnbladh avlade studentexamen i Djursholm 1922 och medicine licentiatexamen i Stockholm 1930. Han var underläkare vid Örebro lasarett 1931–1935, vid Serafimerlasarettet kirurgiska klinik 1935–1939 samt förste underläkare och biträdande överläkare vid Sabbatsbergs sjukhus kirurgiska avdelning 1939–1948. Wijnbladh promoverades till medicine hedersdoktor i Lund 1951. Han var biträdande överläkare vid Sankt Görans sjukhus 1948–1959, överläkare vid Sankt Eriks sjukhus 1960–1969 och överläkare vid Folksam 1951–1973. Wijnbladh publicerade huvudsakligen skrifter inom endokrinologi. Han redigerade Acta endocrinologica 1948–1960, Svensk kirurgisk förenings förhandlingar 1944–1960 och Nordisk medicin 1960–1964. Wijnbladh var korresponderande ledamot av American Association for the Study of Goiter och av Royal Society of Medicine.